# 쌍용 무쏘
굵은 글씨
KGM 무쏘(KGM Musso)는 1993년부터 2005년까지 쌍용자동차가 생산하였던 후륜구동 기반의 바디 온 프레임 타입 중형 스포츠 유틸리티 자동차이다.
파생 모델로는 2002년부터 2006년까지 생산된 픽업 트럭인 무쏘 스포츠도 있었다. 
- 1993년 9월에 무쏘 중형차량과 쌍용 코란도 훼미리이 같이 되었고 같이 관계가 되었다.
- 차명인 무쏘는 코뿔소를 뜻하는 순수 한국어 낱말 '무소'를 경음화한 표현이며, 강인한 힘과 의지를 연상시킨다.
- 대한민국에서 생산되는 자동차 중 마지막으로 순수 한국어 낱말이 차명으로 쓰인 자동차이다.
- 스페인어로는 musso가 여성의 성기라는 의미를 가지고 있어 스페인어권 국가에는 코란도 훼미리의 이름으로 판매되었다.[1]

- 고급 SUV가 지구 상에 전무(全無)하던 시대에 출시된 고급 SUV이다.
- 그래서 고급 세단을 사용하기 힘든 지역에서 국가 원수급 의전 차량으로 사용되었다.[2]

## 1세대(FJ, Y100)

### 무쏘(FJ)(1993년8월~1998년6월)

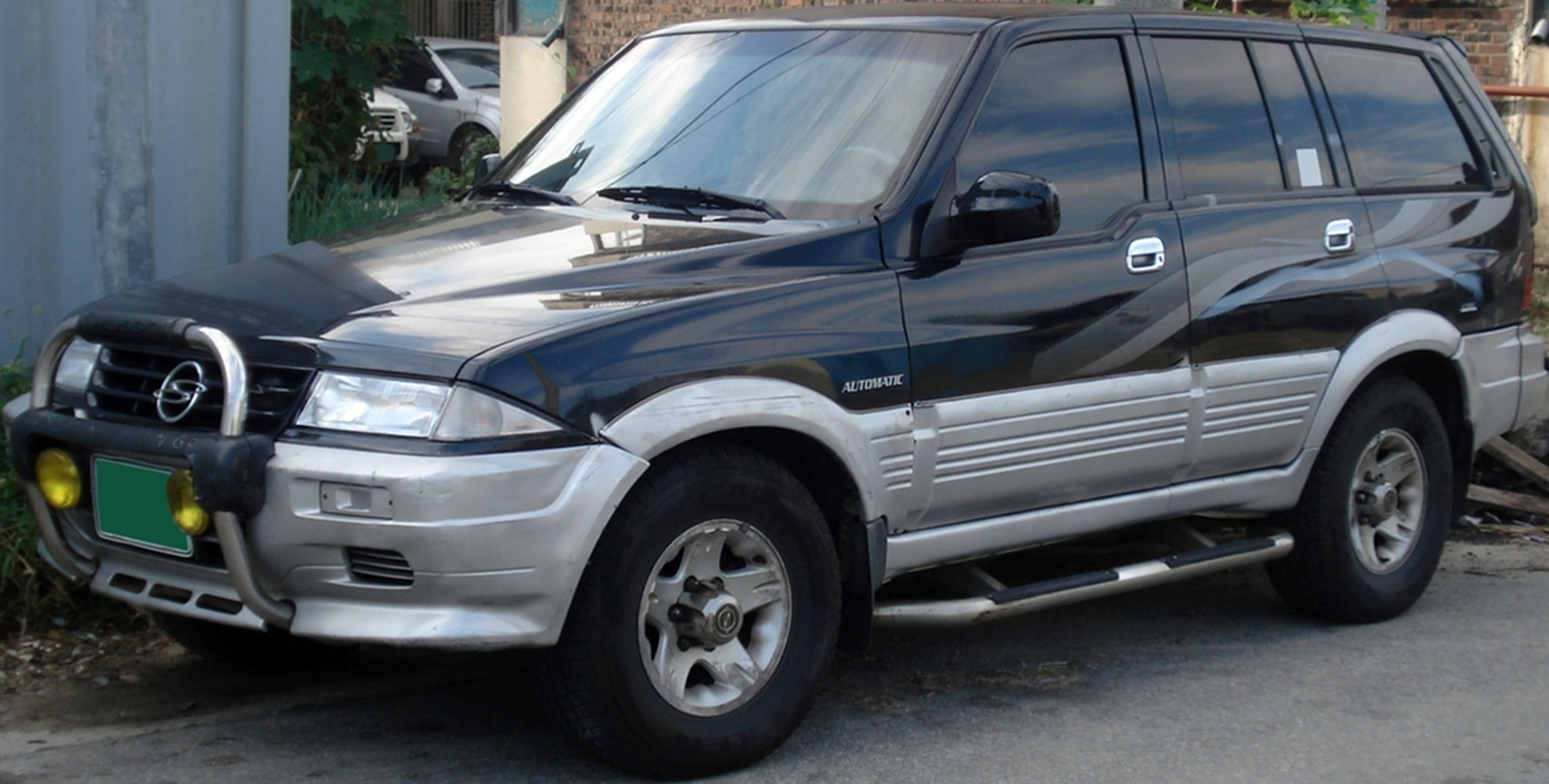
쌍용 무쏘(전기형) 정측면

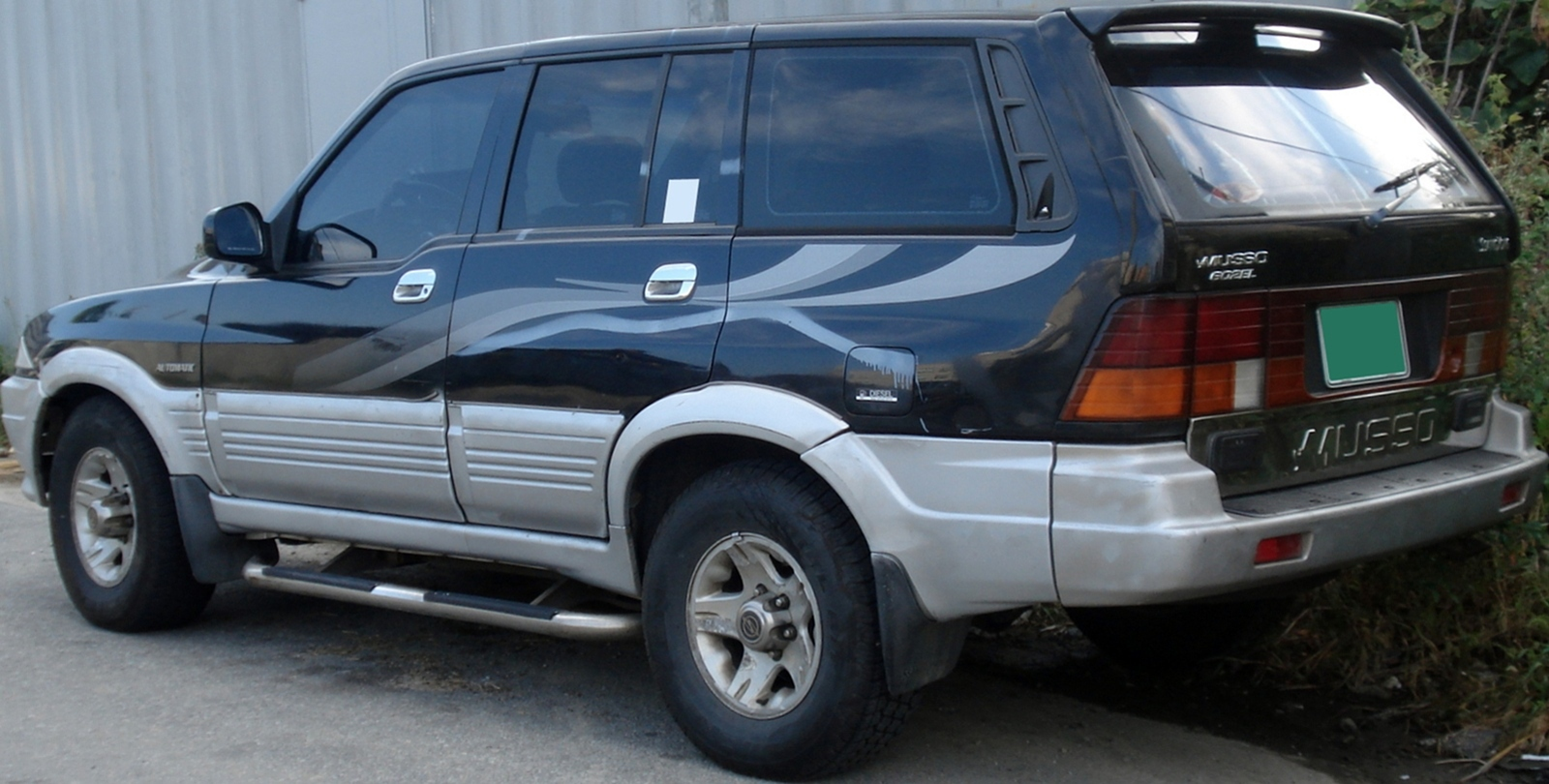
쌍용 무쏘(전기형) 후측면

- 프로젝트명은 FJ(Future Jeep)로, 1993년 8월 12일에 출시되었다.
- 세련된 승용 감각의 고급 SUV를 표방하여 개발되었다.
- 미케니컬 프로토 타입 10대, 프로토 카 46대, 파일럿 카 90대 등의 146대의 테스트 카가 제작되었고, 수많은 개발 과정을 거쳐 완성되었다.
- 디자인은 영국 왕립 예술 대학(Royal College Of Art, RCA)의 켄 그린리 교수가 맡았으며, 돌고래를 모티브로 한 에어로 다이나믹 스타일의 날렵한 차체는 승용차 수준의 공기 저항 계수(cd 0.36)를 실현하였다.
- 엔진은 메르세데스-벤츠에서 직수입한 2.9L 디젤 엔진을 적용하였다.
- 2.9L 디젤 엔진은 1995년 이후로는 대부분 메르세데스-벤츠의 라이센스를 취득하여 창원 공장에서 직접 제작한 것으로, 그 이전의 것은 메르세데스-벤츠에서 제작된 수입 완제품이었다.
- 이 엔진은 메르세데스-벤츠 엔진의 특성상 저 rpm 대역에서 토크가 낮은 반면, 2000rpm에서 이후까지 고르게 강한 토크가 발휘되는 특성을 가졌다.
- 또한 전자식 파트타임 4륜구동 시스템과 5단 수동변속기는 보그워너의 시스템을 사용하였다.
- 1994년에 우수 디자인 상품 선정제 우수 디자인 상,[3] 1994년과 1996년에 영국 버밍엄 모터쇼에서 4륜구동 부문 오토 디자인 상을 수상하였다.[4][5]
- 1994년 5월에는 2.3L 디젤 엔진을 추가하여 가격을 낮추었고, 같은 해 9월에는 2.9L 디젤 엔진에 4단 자동변속기를 추가하였다.
- 1996년 3월에는 상시4륜구동이 적용된 3.2L 가솔린 엔진, 그해 9월에는 2.0L 가솔린 엔진이 추가되었다.
- 1996년에 쌍용 코란도 훼미리랑 무쏘 중형차량에 통합되는 형식으로 단종되었고 통합이 되었다.
- 11월 20일에는 대한민국산 SUV 최초로 에어백과 TCS가 적용되었고, 내•외관을 고급화하였으며, 2.3L 가솔린 엔진이 추가된 1997년형이 시판되었다.
- 12월에는 500대 한정 판매 사양인 무쏘 500 리미티드가 시판되어 총 500대 중 400대는 해외에 판매(태국 240대, 독일 70대, 시리아 13대, 이탈리아 10대)되었고, 나머지 100대는 국내에서 판매되었다.[6]
- 이후 1997년 8월에는 2.9L 디젤 엔진에 터보 차저와 인터쿨러를 장착하여 성능을 향상시킨 무쏘 TDI가 출시되었고, 뒤를 이어 1998년 6월에 뉴 무쏘로 페이스 리프트를 거쳤다.

| 구분                 | 2.3 디젤 4WD 601                                      | 2.9 디젤 4WD 602EL                                                         | 2.9 TI 디젤 4WD 터보 인터쿨러            | 2.0 XGI 4WD 2000 DOHC                  | 2.3 XGI 4WD 2300 DOHC         | 3.2 XGI 4WD EX 3.2/IL6 3200   |
| -------------------- | ----------------------------------------------------- | -------------------------------------------------------------------------- | ---------------------------------------- | -------------------------------------- | ----------------------------- | ----------------------------- |
| 전장 (mm)            | 4,640                                                 | 4,640                                                                      | 4,640                                    | 4,640                                  | 4,640                         | 4,640                         |
| 전폭 (mm)            | 1,850                                                 | 1,850                                                                      | 1,850                                    | 1,850                                  | 1,850                         | 1,850                         |
| 전고 (mm)            | 1,735                                                 | 1,735(602 EL) 1,750(602 EL 오토매틱, 602 프레스티지)                       | 1,735                                    | 1,735                                  | 1,735                         | 1,735                         |
| 축거 (mm)            | 2,630                                                 | 2,630                                                                      | 2,630                                    | 2,630                                  | 2,630                         | 2,630                         |
| 윤거 (전, mm)        | 1,510                                                 | 1,510                                                                      | 1,510                                    | 1,510                                  | 1,510                         | 1,510                         |
| 윤거 (후, mm)        | 1,520                                                 | 1,520                                                                      | 1,520                                    | 1,520                                  | 1,520                         | 1,520                         |
| 공차중량 (kg)        | 1,745~2,000                                           | 1,745~2,000                                                                | 1,745~2,000                              | 1,745~2,000                            | 1,745~2,000                   | 1,745~2,000                   |
| 승차 정원            | 5명                                                   | 5명                                                                        | 5명                                      | 5명                                    | 5명                           | 5명                           |
| 변속기               | 수동 5단                                              | 수동 5단 자동 4단                                                          | 수동 5단 자동 4단                        | 수동 5단 자동 4단                      | 자동 4단                      | 자동 4단                      |
| 서스펜션 (전/후)     | 더블 위시본/5링크 코일 스프링                         | 더블 위시본/5링크 코일 스프링                                              | 더블 위시본/5링크 코일 스프링            | 더블 위시본/5링크 코일 스프링          | 더블 위시본/5링크 코일 스프링 | 더블 위시본/5링크 코일 스프링 |
| 구동 형식            | 4륜 구동                                              | 4륜 구동                                                                   | 4륜 구동                                 | 4륜 구동                               | 4륜 구동                      | 4륜 구동                      |
| 연료                 | 디젤                                                  | 디젤                                                                       | 디젤                                     | 가솔린                                 | 가솔린                        | 가솔린                        |
| 기통수 / 배기량 (cc) | L4 / 2,299                                            | L5 / 2,874                                                                 | L5 / 2,874                               | L4 / 1,998                             | L4 / 2,295                    | L6 / 3,199                    |
| 최고 출력 (ps/rpm)   | 79/4,000                                              | 95/4,000                                                                   | 120/4,000                                | 133/5,500                              | 149/6,000                     | 218/5,750                     |
| 최대 토크 (kg*m/rpm) | 16.0/2,400~2,800 (이후 16.0/2,400으로 변경)           | 19.6/2,400~2,600 (이후 19.6/2,400으로 변경)                                | 25.5/2,400                               | 18.4/4,200                             | 21.6/4,000                    | 31.6/3,750                    |
| 연비 (km/L)          | 18.1(4륜 구동 수동) (이후 12.4(4륜 구동 수동)로 변경) | 16.9(4륜 구동 수동) (이후 11.6(4륜 구동 수동)/ 10.1(4륜 구동 자동)로 변경) | 11.7(4륜 구동 수동)/ 10.9(4륜 구동 자동) | 8.8(4륜 구동 수동)/ 8.6(4륜 구동 자동) | 8.3(4륜 구동 자동)            | 7.2(4륜 구동 자동)            |

### 뉴 무쏘(Y100, Y150)(1998년6월~2005년6월)

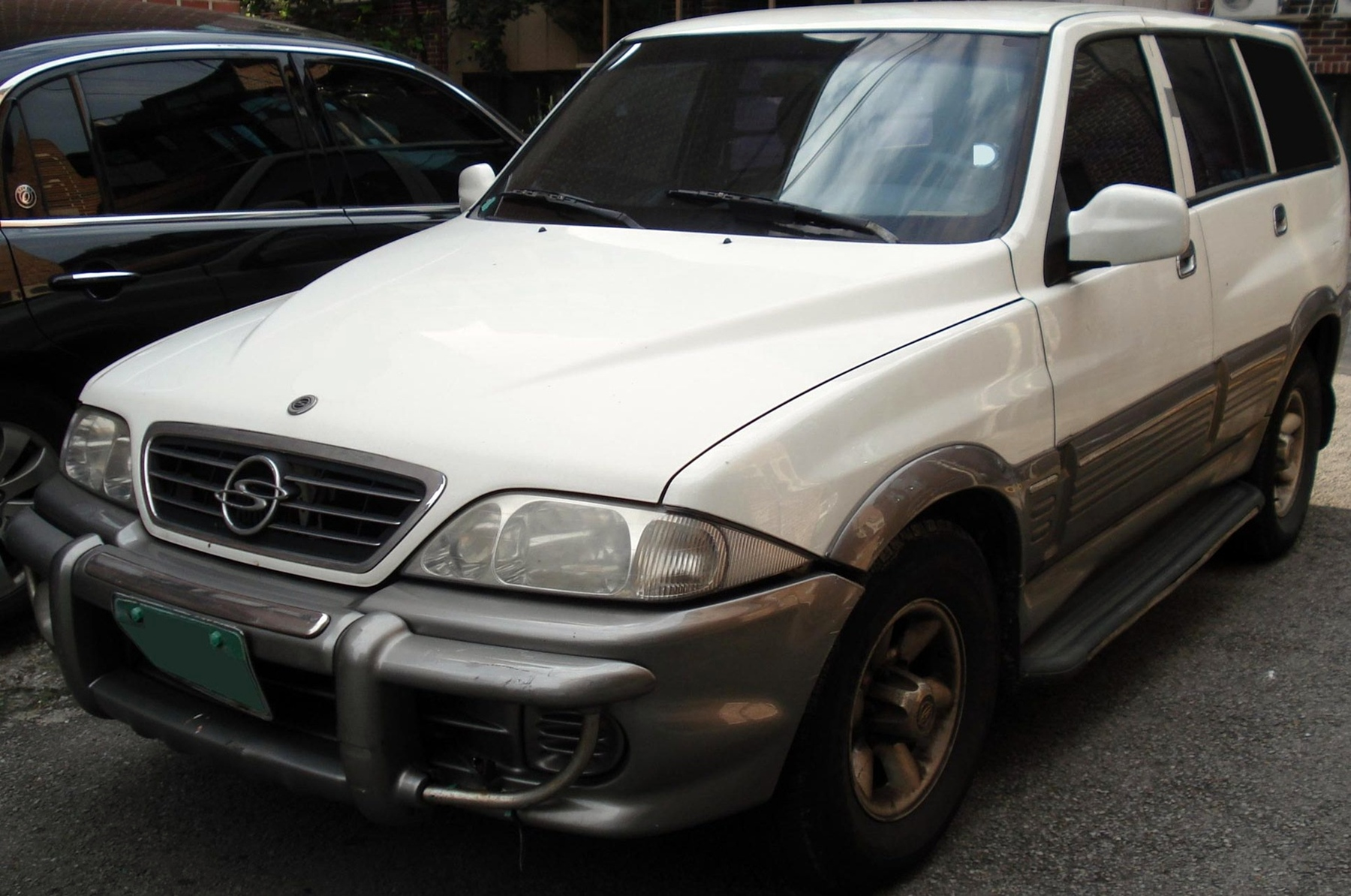
쌍용 뉴 무쏘 정측면

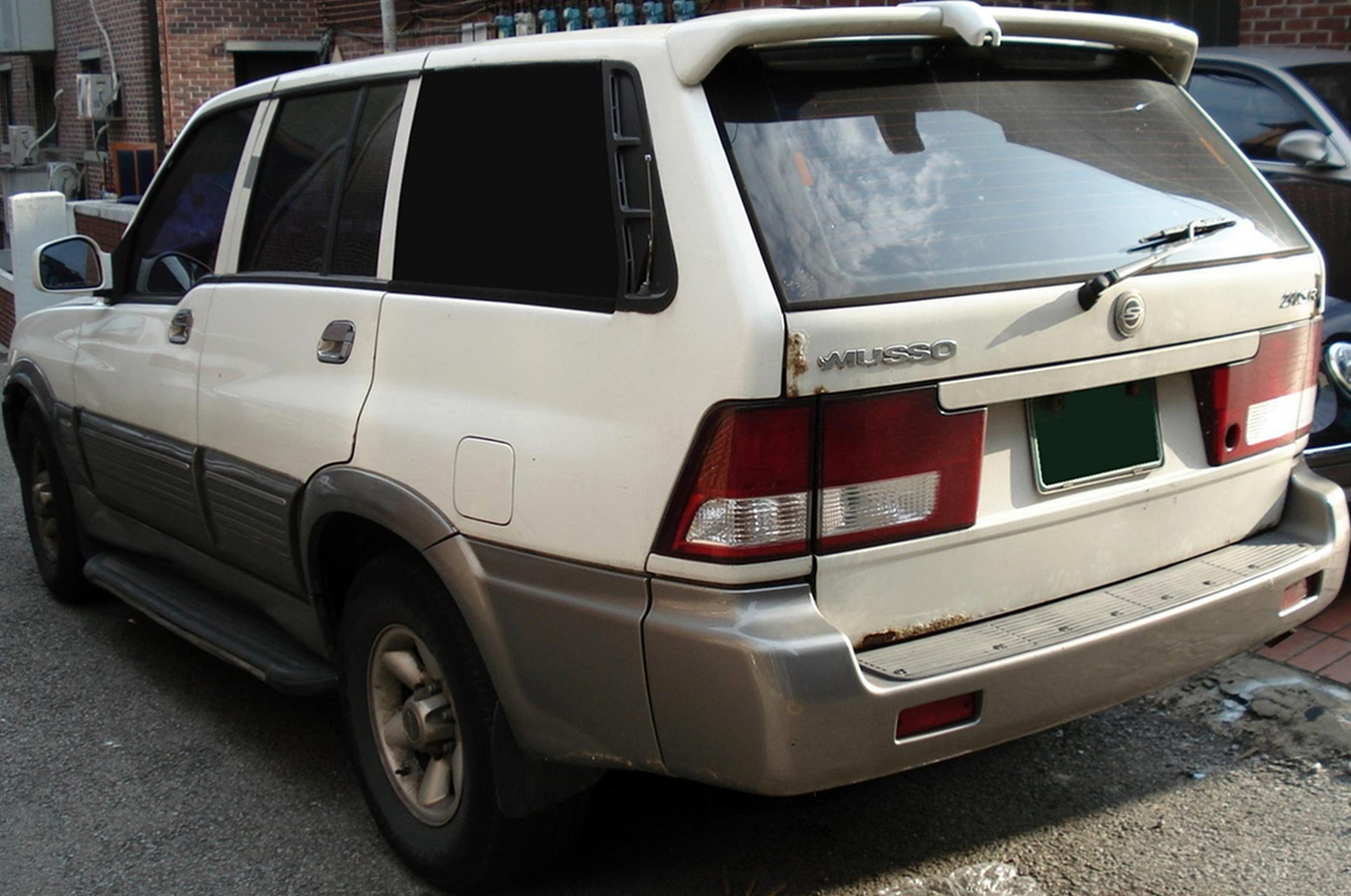
쌍용 뉴 무쏘 후측면

- 1998년 6월 9일에는 페이스 리프트를 거친 뉴 무쏘가 출시되었다.
- 모든 디젤 엔진에는 터보 인터쿨러가 기본으로 장착되었고, 기존 메르세데스-벤츠의 기계식 4단 자동변속기가 아닌 비트라에서 제작한 전자식 4단 자동변속기가 적용되었으나, 초기에 생산된 뉴 무쏘 중에는 기존 메르세데스-벤츠의 기계식 4단 자동변속기가 그대로 적용된 차량도 일부 있다.
- 인테리어는 우드 그레인 컬러 및 계기판, 변속기 플레이트 등이 변경되었고, 익스테리어는 본넷과 헤드 램프를 비롯하여 범퍼, 범퍼 가드, 사이드 가니쉬, 리어 램프, 리어 스포일러 등의 디자인이 변경되었다.
- 그해 7월 15일에는 2인승 밴이 출시되었고, 1999년 6월에는 7인승이 출시되었다.
- 쌍용자동차가 대우자동차(한국GM의 전신)에 인수되어 잠시 대우자동차 엠블럼을 달고 판매되기도 하였다.
- 2000년에 대우그룹에서 벗어나 다시 쌍용자동차의 엠블럼을 달게 되었으며, 같은 해 6월, 디자인이 일부 변경되었다.
- 라디에이터 그릴, 사이드 가니쉬 및 범퍼 가드(안개등), 사이드 스텝 디자인 변경과 하단 투톤 컬러 적용, 대시 보드, 센터 콘솔, 도어 트림의 디자인, 내장재와 시트의 컬러 등이 바뀌었다.
- 이러한 디자인은 내장 우드 그레인 컬러와 일부 사양 변경(FX 시리즈부터 전동식 폴 안테나가 글래스 안테나(앞 유리 내장) 방식으로 변경, 레인 센싱 와이퍼 추가 등) 등을 제외하고, 무쏘의 마지막 트림인 FX 시리즈까지 큰 변화 없이 그 틀을 유지하게 된다.

- 또한 이 때부터 4륜구동 기능이 삭제된 후륜구동 방식의 CT가 추가되었다.

- 2001년 9월에 출시된 렉스턴은 본래 무쏘의 후속 차종이었으나, 무쏘가 렉스턴의 하위 차종으로 계획이 변경 되어 2005년 6월에 출시된 카이런이 출시될 때까지 생산하게 되었다.

- 2002년 9월 6일에는 기존의 트렁크 공간을 픽업 트럭 형식으로 개조한 무쏘 스포츠가 출시되어 개성적인 디자인과 다채로운 활용성을 바탕으로 많은 관심을 끌었다.

- 특히 화물차에 대한 세제가 개편되기 전에 무쏘 스포츠는 승용차가 아닌 화물차로 분류되어 연간 자동차세 28,500원이라는 이점으로 인하여 더욱 큰 인기를 끌었다.

- 무쏘는 2005년 6월에 후속 차종인 카이런이 출시되어 단종되었고, 무쏘 스포츠는 이듬해인 2006년 4월에 후속 차종인 액티언 스포츠가 출시되어 단종되었으나 아직도 엑티언스포츠와 렉스턴 스포츠의 수출명으로 사용되고 있다.

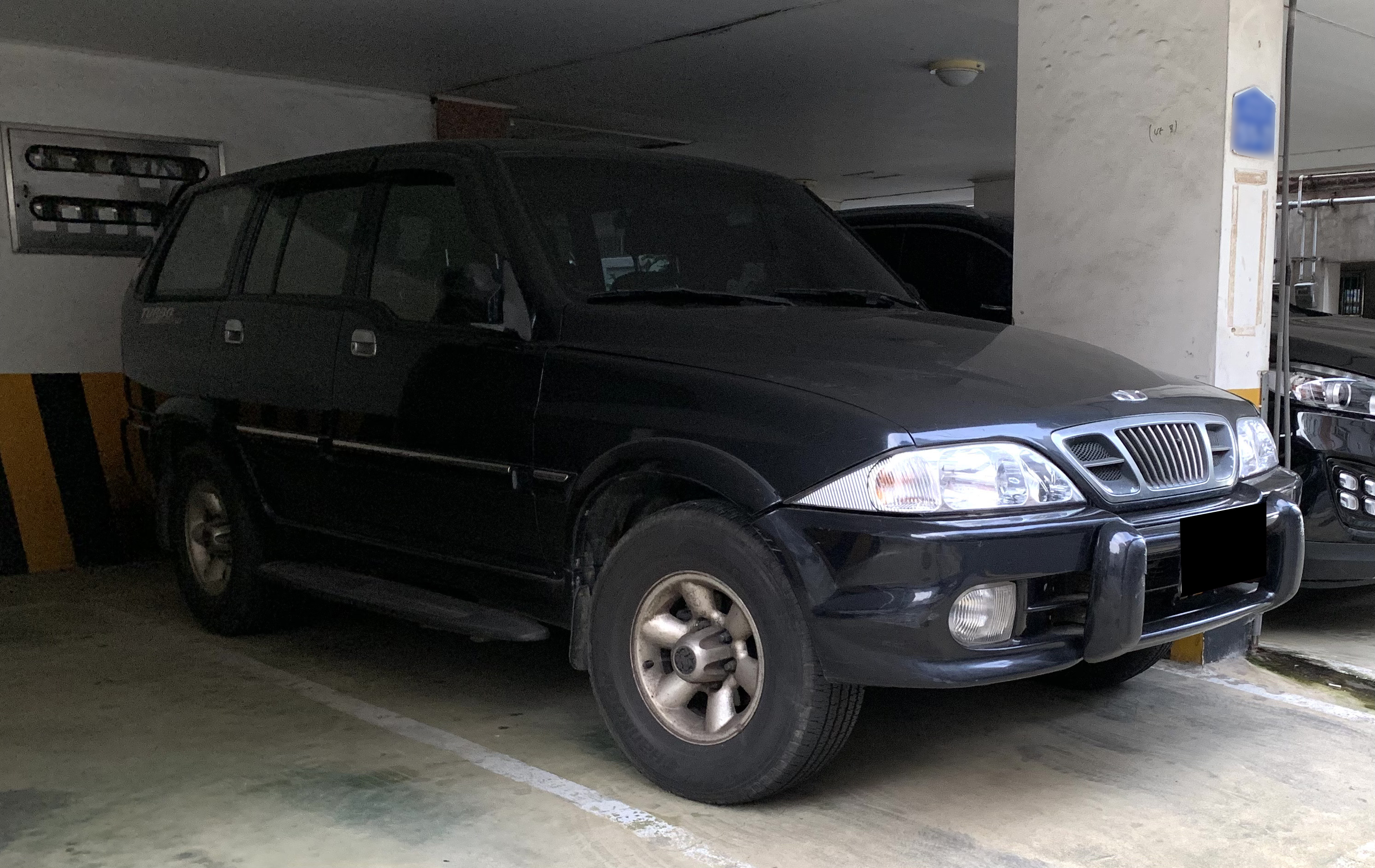
대우 무쏘 정측면
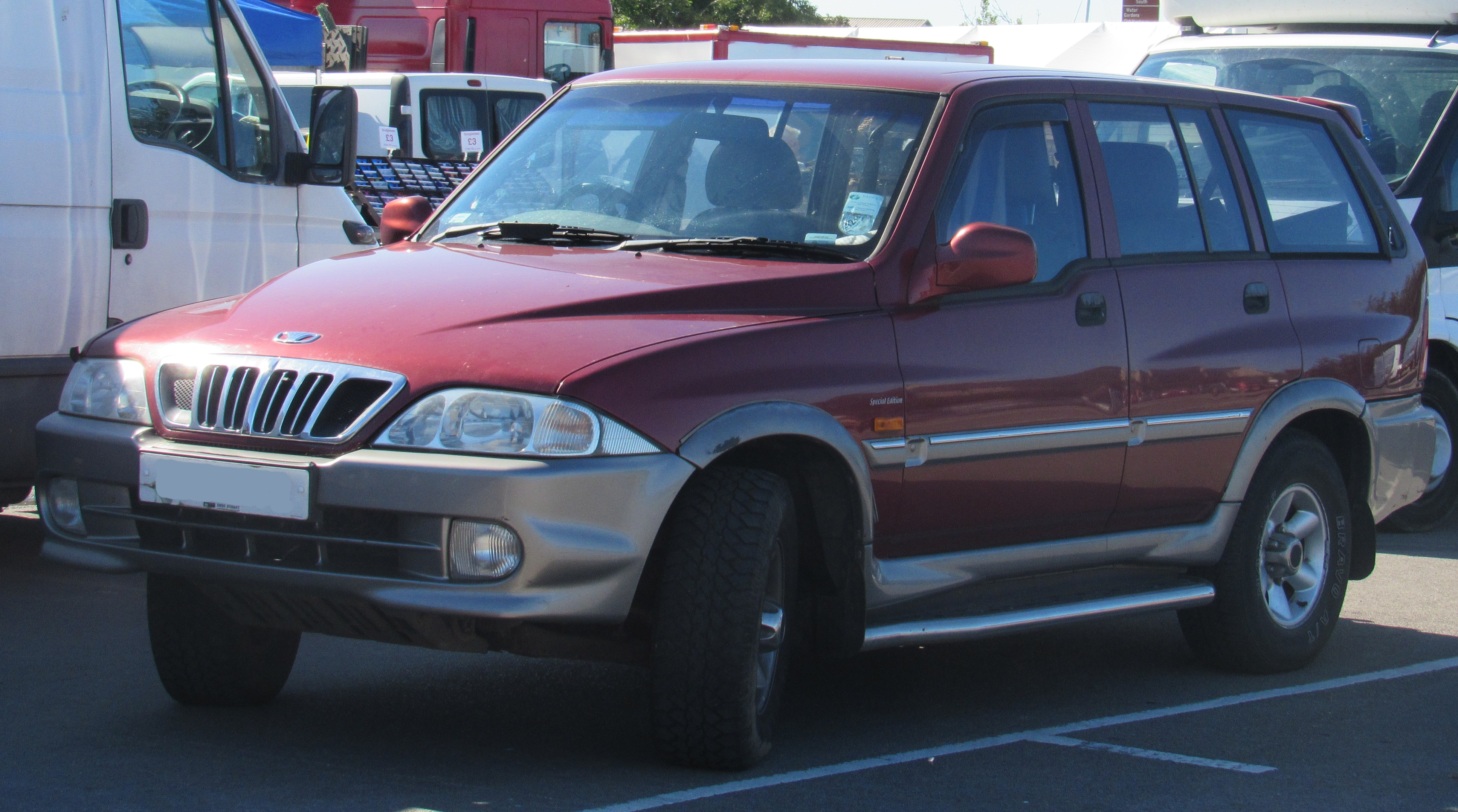
대우 무쏘 (북미 현지 차종) 정측면
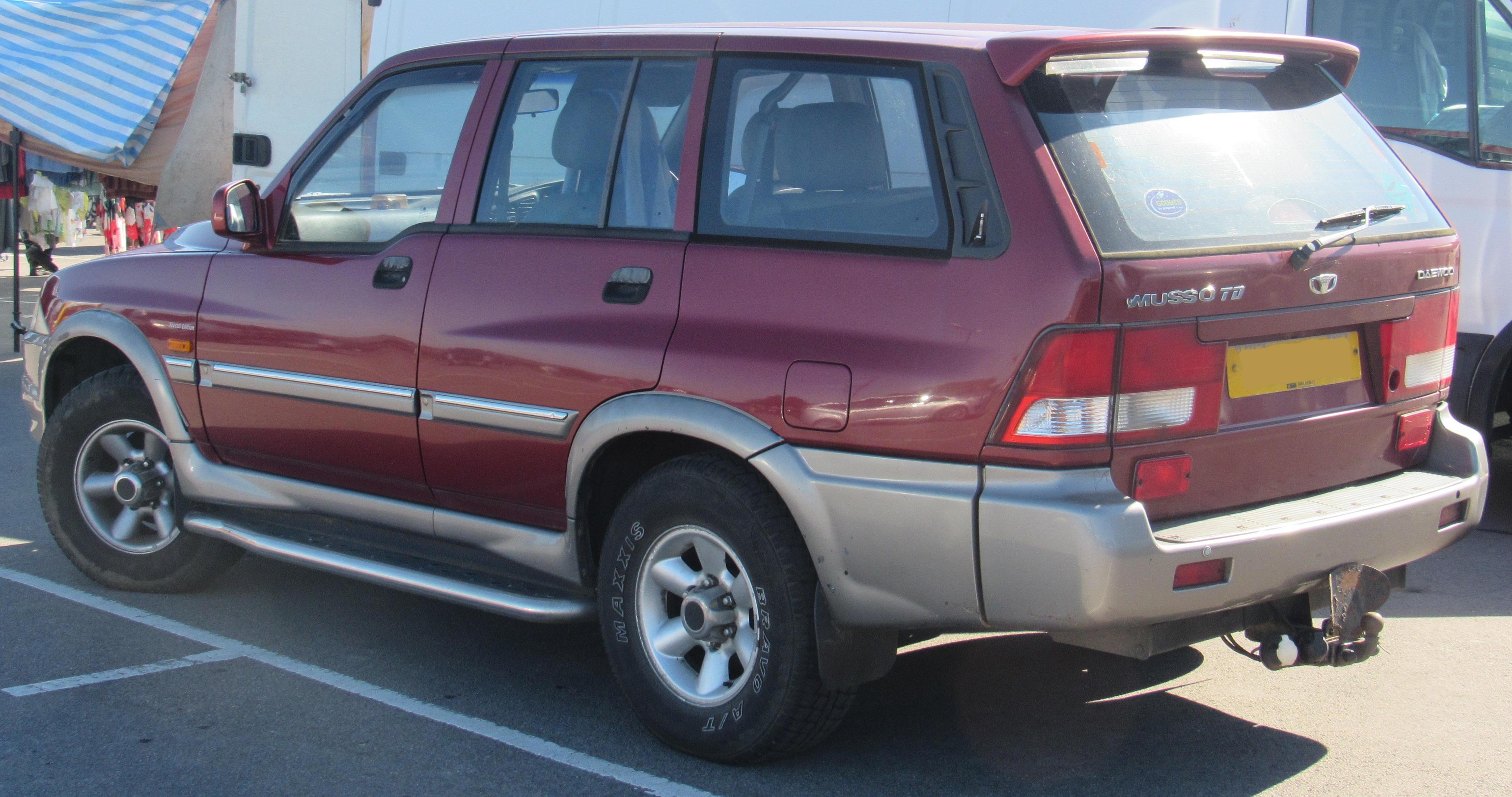
대우 무쏘 (북미 현지 차종) 후측면

| 구분                 | 2.3 TI 2WD 230S(CT) | 2.3 TI 4WD 230S/230SL | 2.9 TI 2WD FX5(CT)                                                                         | 2.9 TI 4WD 290S/290SL/290SR/FX5/FX7 | 2.3 XGI 230SR                 | 3.2 XGI 320LX                 |
| -------------------- | --- | --- | ------------------------------------------------------------------------------------------ | --- | ----------------------------- | ----------------------------- |
| 전장 (mm)            | 4,660 4,700(범퍼 가드 적용시) | 4,660 4,700(범퍼 가드 적용시) | 4,660 4,700(1998년~2004년 범퍼 가드 적용시) 4,745(2004년~2005년 범퍼 가드 적용시)          | 4,660 4,700(1998년~2004년 범퍼 가드 적용시) 4,745(2004년~2005년 범퍼 가드 적용시) | 4,660 4,700(범퍼 가드 적용시) | 4,660 4,700(범퍼 가드 적용시) |
| 전폭 (mm)            | 1,865 | 1,865 | 1,865                                                                                      | 1,865 | 1,865                         | 1,865                         |
| 전고 (mm)            | 1,735 | 1,735 | 1,735 1,800(루프랙 적용시)                                                                 | 1,735 1,800(루프랙 적용시) | 1,735                         | 1,735                         |
| 축거 (mm)            | 2,630 | 2,630 | 2,630                                                                                      | 2,630 | 2,630                         | 2,630                         |
| 윤거 (전, mm)        | 1,510 | 1,510 | 1,510                                                                                      | 1,510 | 1,510                         | 1,510                         |
| 윤거 (후, mm)        | 1,520 | 1,520 | 1,520                                                                                      | 1,520 | 1,520                         | 1,520                         |
| 공차중량 (kg)        | 1,710~2,000 | 1,710~2,000 | 1,710~2,000                                                                                | 1,710~2,000 | 1,710~2,000                   | 1,710~2,000                   |
| 최대적재량 (kg)      | 500(2인승 밴) | 500(2인승 밴) | 500(2인승 밴)                                                                              | 500(2인승 밴) | -                             | -                             |
| 승차 정원            | 2명(밴) 5명 7명 | 2명(밴) 5명 7명 | 2명(밴) 5명 7명                                                                            | 2명(밴) 5명 7명 | 5명                           | 5명                           |
| 변속기               | 수동 5단 자동 4단 | 수동 5단 자동 4단 | 수동 5단 자동 4단                                                                          | 수동 5단 자동 4단 | 자동 4단                      | 자동 4단                      |
| 서스펜션 (전/후)     | 더블 위시본/5링크 코일 스프링 | 더블 위시본/5링크 코일 스프링 | 더블 위시본/5링크 코일 스프링                                                              | 더블 위시본/5링크 코일 스프링 | 더블 위시본/5링크 코일 스프링 | 더블 위시본/5링크 코일 스프링 |
| 구동 형식            | 후륜 구동 | 4륜 구동 | 후륜 구동                                                                                  | 4륜 구동 | 4륜 구동                      | 4륜 구동                      |
| 연료                 | 디젤 | 디젤 | 디젤                                                                                       | 디젤 | 가솔린                        | 가솔린                        |
| 기통수 / 배기량 (cc) | L4 / 2,299 | L4 / 2,299 | L5 / 2,874                                                                                 | L5 / 2,874 | L4 / 2,295                    | L6 / 3,199                    |
| 최고 출력 (ps/rpm)   | 101/4,000 | 101/4,000 | 120/4,000                                                                                  | 120/4,000 | 149/5,300                     | 218/5,500                     |
| 최대 토크 (kg*m/rpm) | 21.5/2,400 | 21.5/2,400 | 25.5/2,400                                                                                 | 25.5/2,400 | 21.6/4,000                    | 31.6/3,750                    |
| 연비 (km/L)          | 11.7(후륜 구동 수동)/ 10.0(후륜 구동 자동)/ 11.7(밴 후륜 구동 수동)/ 10.0(밴 후륜 구동 자동) (이후 11.2(후륜 구동 수동)/ 9.2(후륜 구동 자동)/ 10.9(밴 후륜 구동 수동)/ 9.4(밴 후륜 구동 자동)로 변경) | 11.7(4륜 구동 수동)/ 10.0(4륜 구동 자동)/ 11.7(밴 4륜 구동 수동)/ 10.0(밴 4륜 구동 자동) (이후 11.1(4륜 구동 수동)/ 9.1(4륜 구동 자동)/ 10.8(밴 4륜 구동 수동)/ 9.3(밴 4륜 구동 자동)으로 변경) | 10.6(후륜 구동 수동)/ 9.2(후륜 구동 자동)/ 11.1(밴 후륜 구동 수동)/ 9.2(밴 후륜 구동 자동) | 11.7(4륜 구동 수동)/ 10.2(4륜 구동 자동)/ 11.7(밴 4륜 구동 수동)/ 10.2(밴 4륜 구동 자동) (이후 10.5(4륜 구동 수동)/ 9.1(4륜 구동 자동)/ 11.0(밴 4륜 구동 수동)/ 9.1(밴 4륜 구동 자동)로 변경) | 7.7(4륜 구동 자동)            | 6.9(4륜 구동 자동)            |

### 무쏘 스포츠(2002년9월~2006년4월)

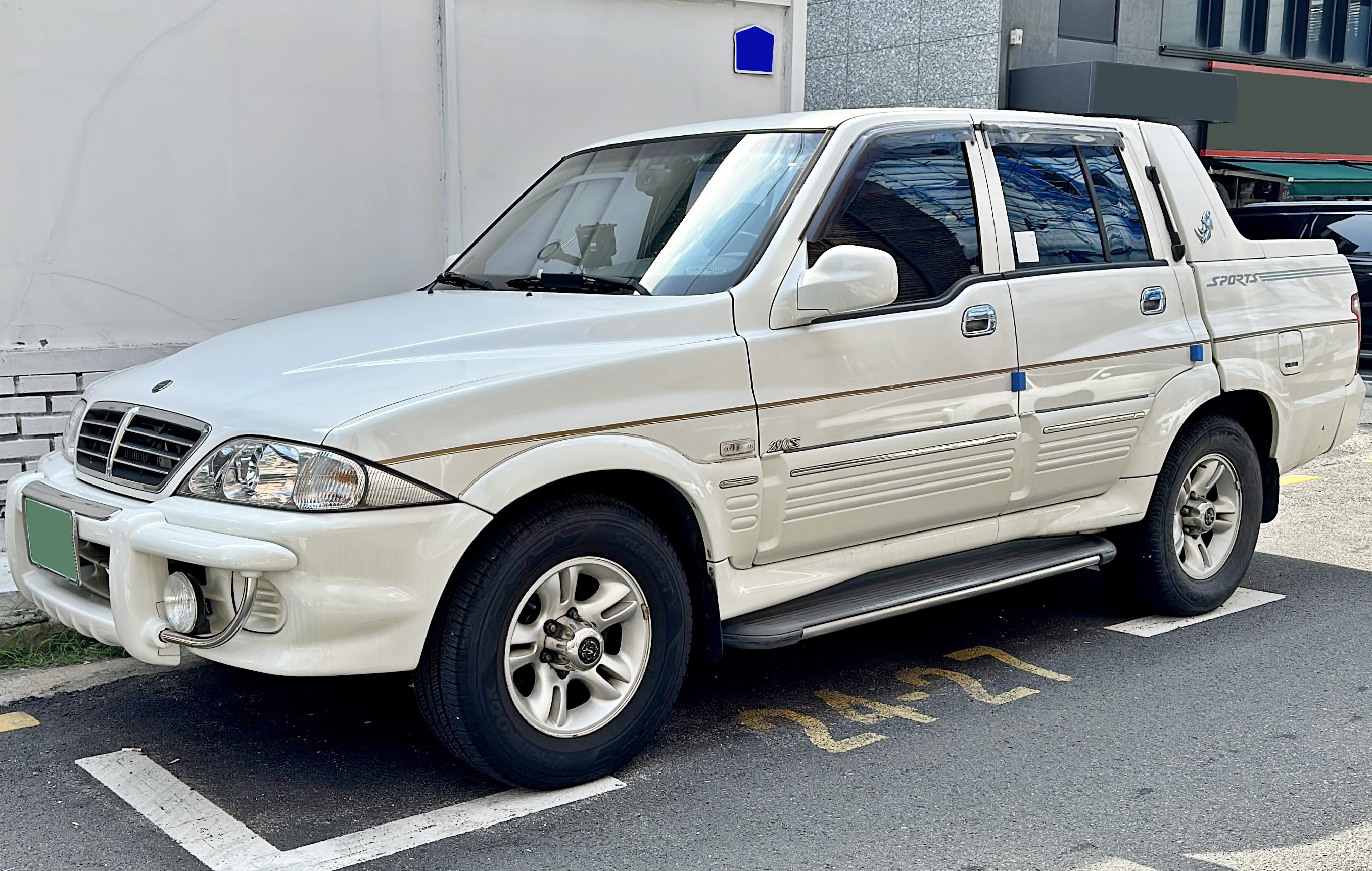
쌍용 무쏘 스포츠 정측면

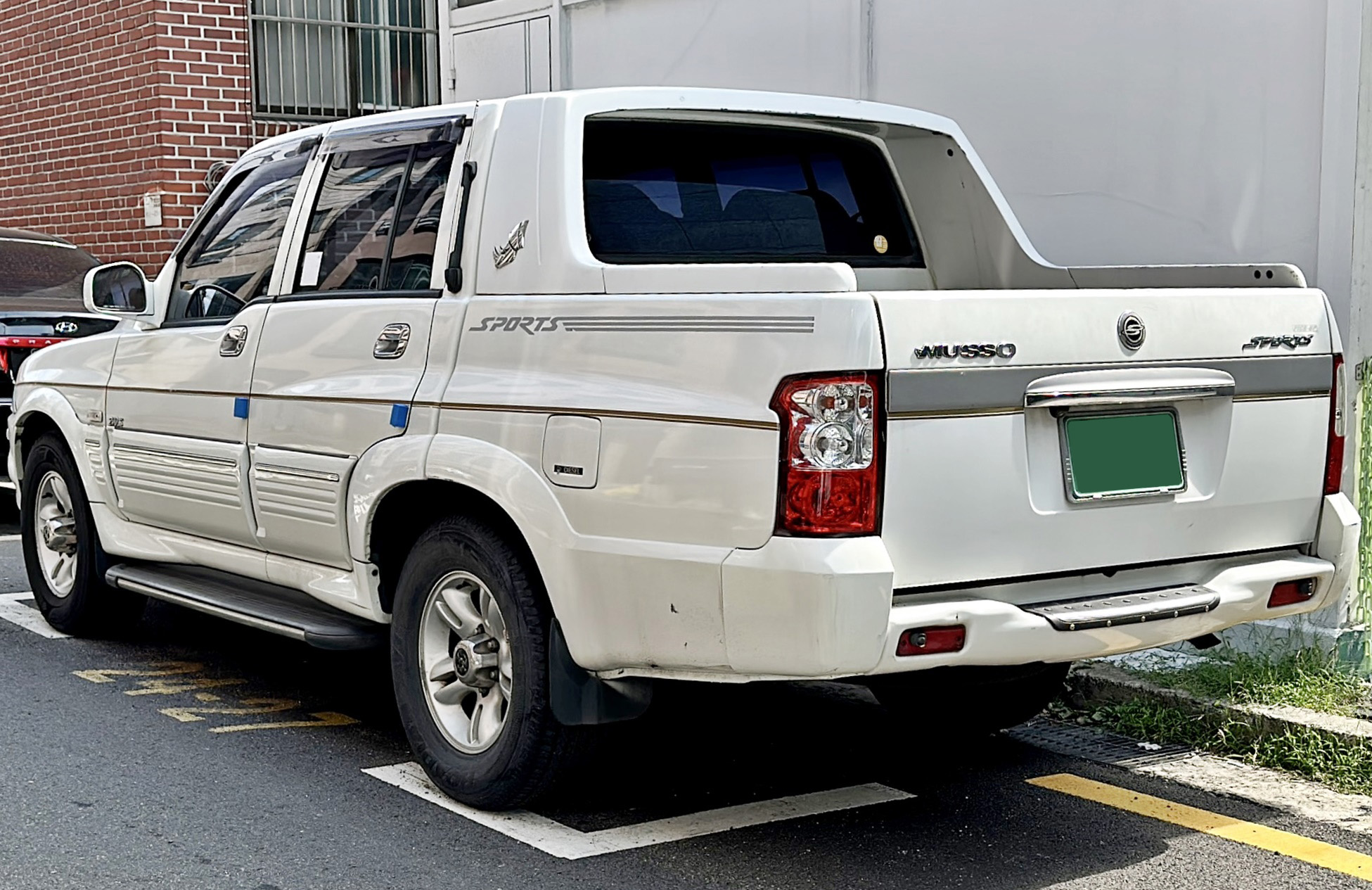
쌍용 무쏘 스포츠 후측면

프로젝트명은 Q-CAR으로, 무쏘를 베이스로 하여 2002년에 출시된 SUV 기반 픽업 트럭이며, 코란도 픽업에 이은 2번째 SUV 기반 픽업 트럭이므로, 일반 승용차보다 개별 소비세 면제는 물론 화물차와 동등한 저렴한 세금 혜택 등 경제적 이익을 제공하는 차종으로 인기를 끌었지만, 자동차 관리법상 승용차인지 화물차인지 형평성 문제로 오락가락하면서, 해당 주무부처간의 의견 충돌 문제가 제기되었다. 결국 이후에 화물칸의 면적이 최소 2m2가 되어야 한다는 규정이 생기게 되었다. 건설교통부(현 국토교통부)의 요구 때문에 2004년에 차명이 무쏘 SUT로 개명되기도 하였다. 2006년에 후속 차종인 액티언 스포츠가 출시되어 단종되었다. 하지만 단종 후에도 무쏘 스포츠 및 무쏘의 조립 생산 라인은 뉴 코란도와 함께 러시아 완성차 생산 업체인 타가즈에 수출되었다. 2014년 1월까지 대한민국에서 생산되는 부품을 수입하여 로드 파트너(Road Partner, 러시아어: ТагАЗ Роад Партнер)라는 이름으로 현지에서 조립 생산하였다. 타가즈에서는 무쏘 스포츠와 무쏘의 엔진, 전장 부품 등 일부 사항만을 변경한 차종을 생산하였으며, 페이스리프트 차종도 동시에 생산 및 판매되었다. 관련 사항은 러시아 타가즈 웹 사이트 내 로드 파트너 소개 페이지에서 확인해 볼 수 있었다.
2025년에 전기 픽업트럭인 "무쏘 EV"가 출시되었다.
| 구분                 | 2.9 TI 2WD 290S(CT)/FX5(CT)   | 2.9 TI 4WD 290S/FX5/FX7       |
| -------------------- | ----------------------------- | ----------------------------- |
| 전장 (mm)            | 4,935 5,025(범퍼 가드 적용시) | 4,935 5,025(범퍼 가드 적용시) |
| 전폭 (mm)            | 1,865                         | 1,865                         |
| 전고 (mm)            | 1,760                         | 1,760                         |
| 축거 (mm)            | 2,755                         | 2,755                         |
| 윤거 (전, mm)        | 1,510                         | 1,510                         |
| 윤거 (후, mm)        | 1,520                         | 1,520                         |
| 공차중량 (kg)        | 1,830~1,985                   | 1,830~1,985                   |
| 적재함 길이 (mm)     | 1,180                         | 1,180                         |
| 최대적재량 (kg)      | 400                           | 400                           |
| 승차 정원            | 5명                           | 5명                           |
| 변속기               | 수동 5단 자동 4단             | 수동 5단 자동 4단             |
| 서스펜션 (전/후)     | 더블 위시본/5링크 코일 스프링 | 더블 위시본/5링크 코일 스프링 |
| 구동 형식            | 후륜 구동                     | 4륜 구동                      |
| 연료                 | 디젤                          | 디젤                          |
| 기통수 / 배기량 (cc) | L5 / 2,874                    | L5 / 2,874                    |
| 최고 출력 (ps/rpm)   | 120/4,000                     | 120/4,000                     |
| 최대 토크 (kg*m/rpm) | 25.5/2,400                    | 25.5/2,400                    |
| 연비 (km/L)          | 10.8(수동 5단)/ 9.3(자동 4단) | 10.7(수동 5단)/ 9.2(자동 4단) |

## 지옥의 사막 랠리
쌍용자동차는 1994년부터 지옥의 랠리에 참가하게 되었다. 이전에는 코란도 훼미리를 사용하였으나, 1994년부터 무쏘를 투입했다. 그해 파라오 랠리에서 무쏘는 종합 2위, 디젤 부문 1위로 최고의 성적을 얻어 대한민국 차량의 위상을 한층 높이게 된 계기를 마련하였다. 이듬해인 1995년에 열린 다카르 랠리에서 완전 개조 부문(T3) 7위, 디젤 부문 1위로 또 한 번 세계를 놀라게 하였으며, 1996년까지 다카르 랠리에 참여하여 좋은 성적을 거두었다. 1998년에도 다카르 랠리에 참가하였는데, 1997년 외환 위기 때문에 개인 자격으로 출전한 적도 있다.

## 주요 연혁(출처: 쌍용자동차 홈페이지)
- 1990년 차세대 SUV(Future Jeep) 개발 시작
- 1993년 7월 무쏘 양산 개시
- 1993년 8월 무쏘 신차 발표회
- 1993년 12월 아프리카 대탐험 장정
- 1994년 7월 우수 디자인 상품전 우수 디자인상 수상
- 1994년 8월 자동변속기 사양 추가, 파라오 랠리 출전 종합 2위 및 4륜구동 부문 우승
- 1994년 10월 영국 버밍햄모터쇼 4륜구동 부문 최우수 차로 선정
- 1995년 1월 파리-다카르 랠리 T3 부문 7위 입상
- 1995년 8월 남아프리카공화국 수출
- 1996년 1월 다카르 랠리 출전 종합 8위 및 디젤 부문 1위 입상
- 1996년 3월 EX 3.2(이후 IL6 3200으로 변경) 가솔린 시판
- 1996년 5월 아프리카 4륜구동 시장 점유율 1위
- 1996년 5월 남북극 대탐험 장정
- 1996년 10월 영국 버밍햄모터쇼 오토 디자인상 수상
- 1996년 11월 무쏘 10만 대 생산 돌파
- 1997년 1월 2300 DOHC 가솔린 시판
- 1997년 1월 IL6 3200의 500대 최고급형 한정판인 500 리미티드 시판
- 1997년 2월 호주서 최고의 4WD로 선정
- 1997년 8월 터보 인터쿨러 시판
- 1997년 10월 602 이코노미 시판
- 1998년 6월 뉴 무쏘 시판
- 1998년 7월 밴 시판
- 1999년 6월 뉴 무쏘 7인승 시판
- 1999년 12월 아프리카 종단 장정
- 2000년 3월 20만 대 생산 돌파
- 2000년 6월 CT(후륜구동) 시판
- 2001년 2월 2001년형 무쏘 시판
- 2002년 9월 대한민국 최초 SUT 무쏘 스포츠 시판
- 2003년 3월 업그레이드 무쏘 및 무쏘 스포츠 시판
- 2004년 2월 2004년형 무쏘 및 무쏘 SUT 시판
- 2004년 5월 무쏘 스포츠 록키, 안데스 아메리카 종단 대장정 성공

## 라인업
- 무쏘(1993년~1998년)
- 602EL(1993년 출시, 직렬 5기통 2.9L 디젤 SOHC)
- 601(1994년 출시, 직렬 4기통 2.3L 디젤 SOHC)
- TDI(1997년 출시, 직렬 5기통 2.9L 디젤 터보 인터쿨러 SOHC)
- 2.0 DOHC(1996년 출시, 직렬 4기통 2.0L 가솔린 DOHC)
- 2.3 DOHC(1997년 출시, 직렬 4기통 2.3L 가솔린 DOHC)
- EX 3.2(이후 IL6 3200으로 변경)(1996년 출시, 직렬 6기통 3.2L 가솔린 DOHC)

- 뉴 무쏘(1998년~2004년)
- 230S(직렬 4기통 2.3L 디젤 터보 인터쿨러 SOHC)
- 230S CT(후륜 구동, 직렬 4기통 2.3L 디젤 터보 인터쿨러 SOHC)
- 230SL(직렬 4기통 2.3L 디젤 터보 인터쿨러 SOHC)
- 230SR(직렬 4기통 2.3L 가솔린 DOHC)
- 290S(직렬 5기통 2.9L 디젤 터보 인터쿨러 SOHC)
- 290SL(직렬 5기통 2.9L 디젤 터보 인터쿨러 SOHC)
- 290SR(직렬 5기통 2.9L 디젤 터보 인터쿨러 SOHC)
- 320LX(직렬 6기통 3.2L 가솔린 DOHC)
- 230S 밴(직렬 4기통 2.3L 디젤 터보 인터쿨러 SOHC)
- 290S 밴(직렬 5기통 2.9L 디젤 터보 인터쿨러 SOHC)

- 뉴 무쏘(2004년~2005년)
- FX5 밴(직렬 5기통 2.9L 디젤 터보 인터쿨러 SOHC)
- FX5 CT 밴(후륜 구동, 직렬 5기통 2.9L 디젤 터보 인터쿨러 SOHC)
- FX5(직렬 5기통 2.9L 디젤 터보 인터쿨러 SOHC)
- FX5 CT(후륜 구동, 직렬 5기통 2.9L 디젤 터보 인터쿨러 SOHC)
- FX7(직렬 5기통 2.9L 디젤 터보 인터쿨러 SOHC)

- 무쏘 스포츠(2002년~2004년)
- 290S(직렬 5기통 2.9L 디젤 터보 인터쿨러 SOHC)
- 290S CT(후륜 구동, 직렬 5기통 2.9L 디젤 터보 인터쿨러 SOHC)

- 무쏘 스포츠(2004년~2006년)
- FX5(직렬 5기통 2.9L 디젤 터보 인터쿨러 SOHC)
- FX5 CT(후륜 구동, 직렬 5기통 2.9L 디젤 터보 인터쿨러 SOHC)
- FX7(직렬 5기통 2.9L 디젤 터보 인터쿨러 SOHC)

## 미디어 속의 무쏘

### 영화
- 성룡의 CIA에서는 사막 랠리 경기에 참여한 상대 차량으로 튜닝된 구형 무쏘가 여러 대가 등장하였다.
- 광복절 특사에서는 FM(박정학 분)의 차량으로 무쏘 602EL(까치색)이 등장하였다.
- 가문의 영광에서는 미순(유혜정 분)의 차량으로 뉴 무쏘 290SR(상아색)이 등장하였다.
- 강력3반에서는 서태두(윤태영 분)일파에 소속 된 뺑소니 범의 차량으로 무쏘 602EL(까치색)이 등장하였다.
- 공범에서는 인수(강신일 분)의 차량으로 무쏘 602EL(까치색)이 등장하였다.
- 곡성에서는 일광(황정민 분)의 차량으로 뉴 무쏘 290SR(상아색)이 등장하였다.

## 경쟁 모델
- 현대 갤로퍼

## 모형화
야야에서 프릭션 모형으로 발매한 적 있었다.